# Distretto di Aquia
Il distretto di Aquia è un distretto del Perù nella provincia di Bolognesi (regione di Ancash) con 2.860 abitanti al censimento 2007 dei quali 1.480 urbani e 1.380 rurali.
È stato istituito il 2 gennaio 1857.